# Yale Patt
Yale Nance Patt (...) è un ingegnere e informatico statunitense, attualmente è docente in architettura dei calcolati presso l'University of Texas at Austin.
Patt si laureò presso la Northeastern University, fece il master e dottorato presso la Stanford University in ingegneria elettrica.
Nel 1965 sviluppò il modulo WOS, la prima porta logica complessa implementata su un singolo pezzo di silicio. Dopo si concentrò sullo sviluppo dei sistemi di elaborazione effettuando molte ricerche sull'instruction level parallelism, sull'esecuzione fuori ordine delle istruzioni e sull'esecuzione speculativa. È fellow del Institute of Electrical and Electronics Engineers e dell'Association for Computing Machinery.

## Insegnamento
- 1966–1967 Cornell University
- 1969–1976 North Carolina State University,  Assistant Professor of Electrical Engineering
- 1976–1988 San Francisco State University, Professor of Computer Science and Mathematics
- 1979–1988 University of California-Berkeley, Adjunct Professor of Computer Science
- 1988–1999 University of Michigan, Professor of Computer Science and Engineering
- 1999–present University of Texas, Professor of Electrical and Computer Engineering

## Premi
- 1995 IEEE Emannuel R. Piore Medal "for contributions to computer architecture leading to commercially viable high performance microprocessors"
- 1996 IEEE/ACM Eckert-Mauchly Award "for important contributions to instruction level parallelism and superscalar processor design"
- 1999 IEEE Wallace W. McDowell Award "for your impact on the high performance microprocessor industry via a combination of important contributions to both engineering and education"
- 2005 IEEE Computer Society Charles Babbage Award "for fundamental contributions to high performance processor design"